# Дужий Петро Атанасійович
Петро́ Атана́сійович Ду́жий (псевдо: Опанас Скелястий, Арсен Панасенко, Григорій Граб, Низовий, В'ячеслав Романовський; 7 червня 1916 — 24 жовтня 1997) — український письменник, з 1944 року — референт пропаганди ОУН, почесний громадянин міста Львова (1996).
Молодший брат Миколи Дужого — діяча ОУН, члена УГВР, та Івана Дужого.

## Біографія

### Дитинство

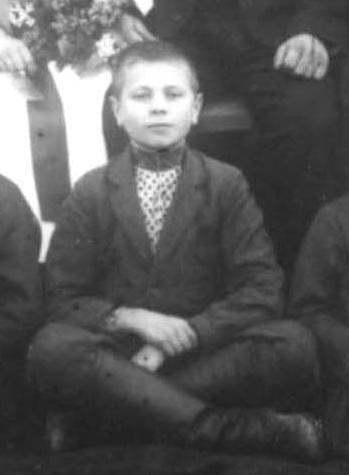
Юний Петро Дужий, с. Карів, осінь 1928 р.

Народився Петро Дужий 7 червня 1916 року в с. Карів, Рава-Руський повіт, Королівство Галичини і Володимирії, тепер Сокальський район, Львівська область, Україна. Він був десятою з одинадцятьох дитиною Атанасія і Параскеви Дужих. Не всі діти Дужих пережили злидні Першої світової війни. Залишилося в сім'ї чотири дочки — Марія, Олена, Параскева, Анна і три сини — Микола, Іван, Петро. А в 1932 році багатодітна сім'я Дужих зазнала втрати — відійшов у вічність чоловік, батько і дідусь Атанасій Дужий.
У 1940 році матір — Параскеву Дужу — з рештою родини комуністичні окупанти вивезли до Казахстану, де у 1943 році вона померла.
Петро Дужий був обдарованою дитиною. У чотири роки він декламував напам'ять у читальні села «Заповіт», «Розриту могилу», «До Основ'яненка» Тараса Шевченка.
У 1930 році успішно здав екстерном курс навчання першого і другого класів гімназії і став учнем третього класу Рава-Руської гімназії.
У 1932 році був прийнятий до підпільної організації юнацтва ОУН. У березні 1934 року в сімнадцятирічному віці Петро Дужий був уперше арештований польською поліцією і відправлений у Львівську тюрму Бригідки, де на той час перебував відомий націоналістичний діяч Зенон Коссак («Тарнавський»), який і став першим вчителем політичної боротьби Петра Дужого.

### Студентські роки
Літературно-публіцистичною діяльністю Петро Дужий почав займатися, ще будучи гімназійним учнем. У 1936 році і в наступні роки публікував в українських календарях і журналах «Просвіта», «Життя і знання» статті і розвідки, присвячені популяризації наукових знань. У 1937 році (перевидано 1941-го) вийшла друком його обрядова картина у двох відтинках «Обжинки».
У 1937 році успішно закінчив Львівську (польську) гімназію. А восени цього ж року став студентом Академії закордонної торгівлі у Львові.
Петра Дужого цікавила література і він самотужки її вивчав.

### Діяльність в ОУН і УПА
Восени 1939 року після приходу Червоної армії Петро Дужий зорієнтувався і подався на Холмщину. Там він учителював, а згодом став секретарем повітового шкільного інспекторату, а далі й інспектором. Як активний член ОУН пройшов військовий вишкіл, сам проводив ідеологічні та культурно-освітні вишколи.
Коли в 1940 році загострилося питання розколу в ОУН, Петро Дужий став на позиції Степана Бандери, хоч ніколи не загострював стосунків із «мельниківцями».
У 1941 році Петро Дужий був включений у список 700 членів ОУН, які мали виконувати найвідповідальніші завдання. Цього року він пішов у Похідну групу — Північ. Але Дмитро Мирон (псевдо «Орлик») покликав Петра Дужого до своєї групи, яка мала проголосити Акт відновлення державності в Києві, подібно як у Львові 30 червня 1941 року.
31 серпня 1941 року арештований у Василькові під Києвом німецькою поліцією (СД), вивезений до Львова до тюрми на Лонцького, восени звільнений (помилково). Скориставшись тим, Дужий перейшов у підпілля під псевдонімом — В'ячеслав Романовський.
З того часу він працював у Головній організаційній реферантурі ОУН.
У травні 1942 року Провід ОУН відправив Дужого на пост заступника та організаційного референта Крайового Проводу ОУН на південь України (Дніпропетровськ), з осені, вже після вбивства Дмитра Мирона (Крайового Провідника Київщини і суміжних областей) і загадкового зникнення Пантелеймона Сака—«Могили», південний Провід поширив свої межі на північ. У 1942 році з-під пера Дужого вийшла наукова праця (історична) «Роки революції та державного будівництва» (1917 — 1923). Зараз її знайти не можна. Влітку 1943 року Організація відправляє Дужого в Холодноярщину, де почали організувати перші відділи УПА. Німці підступно арештовують Дужого у містечку Олександрівка тодішньої Кіровоградської області. 14 днів страшного катування. Петро Дужий мав тоді фіктивне прізвище Сергій Крученко. Був призначений до страти. Під час перевозу поїздом до крематорію втік, важко поранений добився до Умані, де була добре розвинута ОУН. Після короткого лікування переїжджає на Волинь. Там стає учасником першої Конференції поневолених народів на Рівенщині, коло Дубна, де зустрічається з Романом Шухевичем, який від травня 1943 року після Миколи Лебедя очолив ОУН на Рідних Землях.
Під керівництвом Петра Дужого працювали Петро Федун (псевдо «Полтава»), Йосип Позичанюк, Зенон Тершаківець. У 1944 році Петра Дужого було прийнято до складу Головного проводу ОУН на пост референта пропаганди, співредактора і редактора видань ОУН і УПА. В той час ним підготовлено і видруковано:

«Ідея і чин». Офіційне видання ОУН

- «Слово Організації українських націоналістів до українського народу» (брошурка, видання Проводу ОУН, 1945 (червень), 24 стор., кишенькового формату; наклади: один — друком, чотири на цикльостилі).
- Співаник «За Україну» — підготував і видрукував 3-тє видання з друкарні ОУН, 1945 р., 47 стор., друком книжкового формату.
- Редактор «Вісті Української інформаційної служби». Видання Крайового проводу ОУН на ЗУЗ, із друкарні «Українська інформаційна служба», 1 від 1944 (14 стор.), 2 від 15 квітня 1944 (14 стор.), 3 від 20 травня 1944 (10 стор.).
- «Вісті». Співредактор, видання ОУН на ПівдСУЗ: 1943, 1,2,3,4,-5 (квітень — травень; 23 стор. на цикльостилі), місячник від січня 1943 р.
- «За самостійну державу» — практична допомога. Орган Крайового проводу ОУН на ОСУЗ: 1944 — 45 рр.
- «За українську державу», Йосип Позичанюк (редактор, 1944). Орган Крайового проводу ОУН ЗУЗ. Петро Дужий — співредактор, практична допомога. Друкарня ОУН імені Є. Леґенди, по 4 до 10 друкованих стор. великого формату: 1944, 1,2,3 від 23 травня 1944, 4,5 від 1 грудня 1944; 1945, 6 (січень), 7 — 8 (лютий — березень), 9 — 10 (квітень — травень).
- «Молода Україна». Омелян Лоґуш (редактор). Журнал для молоді. Петро Дужий співпрацював і практично допомагав. Видання КП ПівдСУЗ, друк на ПЗУЗ; 1943, 1.
- «Повстанець». Микола Дужий (редактор чч. 1 до 5 — 6. Журнал для вояків УПА). Практична допомога.
- «Український перець». Ярослав Старух (редактор). Практична допомога.
- «Ідея і чин», осередок пропаганди і інформації, «Самостійність», «Юнак» — Федун-Полтава Петро («Полтава») — редактор. Практична допомога.
- «Щоденні вісті». Порендовський (редактор). Видання Української інформаційної служби. Практична допомога, співредактор.

У 1944–1945 роках — головний редактор часопису ОУН «Ідея і Чин». У 1945 році Петро Дужий був нагороджений Бронзовим Хрестом заслуги.
Дужий співпрацював або близько знав багатьох видатних українських особистостей, а передовсім членів ОУН, таких як: професор Василь Сімович, проф. Володимир Старосольський, академік Михайло Возняк, проф.Омелян Терлецький, проф.Іван Брик, Андрій Жук (СВУ), патріарх Йосиф Сліпий, проф. о.Гавриїл Костельник, катехит — письменники Осип Лещук, Олесь Бабій, Богдан Кравців, Святослав Гординський, Федір Дутко, Святослав Мотало, а з революціонерів: Микола Лебедь, Роман Шухевич, Дмитро Маївський, Іван Климів-«Легенда», Ярослав Старух, Дмитро Клячківський-«Клим Савур», Роман Кравчук, Микола Арсенич, Ростислав Волошин, Яків Бусел, Михайло Степаняк, Дмитро Грицай, Омелян Грабець, Йосип Позичанюк, Пантелеймон Сак, Олекса Гай-«Головко», Богдан Стебельський, Дмитро Штикало і багато інших.

### Арешти і тюрми

У таборі. Крайній праворуч — Петро Дужий

У вересні 1934 року після шестимісячного ув'язнення Петра Дужого звільняють, а через місяць арештовують вдруге. У камері він зустрічається з Миколою Лемиком, який пожертвував своє юнацьке життя на захист голодуючої Східної України в 1932–1933 роках. Ця зустріч остаточно утвердила світогляд Петра Дужого і його прагнення боротьби за незалежну Україну. Цього разу, лише завдяки великому розуму та дипломатичній гнучкості адвоката — професора доктора Володимира Старосольського, вдалося домогтися звільнення Петра Дужого. У 1938 році Петра Дужого втретє арештовують. Знову Бригідки, але свідки відмовилися від попередніх свідчень і Дужого звільняють.
1 вересня 1939 року поліція вчетверте арештувала Петра Дужого. Цього разу поляки збирали всіх підозрілих і без слідства й суду мали відправити до польського «сумнославного» концтабору «Береза-Картузька». Але ця чорна справа не вдалася полякам, бо в цей час німці, розпочавши Другу світову війну, напали на Польщу, розбомбили залізничні полотна, а арештанти звільнилися з ув'язнення. З початком німецько-радянської війни Петро Дужий входить до складу похідної групи ОУН, завданням якої було проголосити відновлення Української Держави в Києві.
31 серпня 1941 року німці арештували цю групу у Василькові біля Києва і перевезли її до Львова, у тюрму на Лонцького. Таким чином Петро Дужий був ув'язнений вп'яте. Восени Петра Дужого німці звільнили, а як виявилося потім, він був звільнений помилково. І не тільки він, майже вся група була звільнена.

Смертний вирок Петру Дужому

У жовтні 1943 року Петра Дужого схопили німці. Це вже шосте ув'язнення. Знову допити і катування. Дужий двічі втікав, і двічі його ловили. У підсумку його засудили до страти. Під час перевезення його до крематорію Петро Дужий зірвав дошку в підлозі товарного вагона й на ходу поїзда зумів утекти. Важко поранений, ледве добрався до Умані, де була розгалужена підпільна організація. Після короткого лікування Дужого послали на Волинь, де 21 листопада 1943 року в селі Будераж відбулась перша Конференція поневолених народів, у якій він брав участь. Після конференції Петро Дужий повернувся до Львова.
4 червня 1945 року сталося непоправне. Зрадницька рука показала агентам НКДБ криївку, в якій знаходилося вісім повстанців, у тому числі й Петро Дужий. Чи не вперше каральні органи НКДБ застосували струменево-паралітичний газ. Петро Дужий арештований усьоме. П'ятнадцять місяців безсонних ночей та катувань під час слідства. У результаті 22 березня 1947 року в спецтюрмі м. Києва Петра Дужого засуджено до розстрілу. Шістдесят п'ять днів і ночей незламний борець Петро Дужий чекав на виконання вироку. Вирок був підписаний головою Верховної Ради СРСР М. Шверником. На щастя, вийшов Указ від 26 травня 1947 року, який скасовував смертну кару.
Понад п'ятнадцять років Петра Дужого тримали в далеких концтаборах Колими, Сибіру, Мордовії. В ув'язненні писав вірші (підпільно), значна частина яких (поеми, сонати) ввійшла до збірки «Розкуте слово», виданої в Мельбурні (Австралія, 1980 р.).

### Життя на волі
Восени 1960 року на вимогу урядів деяких західних держав Петра Дужого звільнили з ув'язнення і поселили в Запоріжжі під суворий нагляд. У травні 1964 року дружина Петра Дужого, Марія, з дому Юрчак, померла, а доньок Ларису і Мирославу забрали на виховання її батьки до Львова. У жовтні 1965 року Петро Дужий одружився із Марією Макогон, яка повернулася з ув'язнення та поневірянь у Магадані та Воркуті. Вона відновила своє спадкове право на батьківський будинок — особняк. У ньому також оселився і Петро Дужий зі своїми дітьми.
Нелегко жилося Петру Дужому у Львові. 27 жовтня 1977 року Петра Дужого через рукописи заарештували увосьме. Були допити, обшуки, конфіскація друкарської машинки, книжок. Усе це стало причиною тяжкого серцевого стресу і, може, власне це й врятувало його ще від одного вироку.

Фото з похорону Петра Дужого (пр. Свободи, м. Львів, жовтень 1997 р.)

Але Петро Дужий не склав рук: у 1980 році в Австралії під псевдонімом Опанас Скелястий (Скеля — Петро) виходить його збірка «Розкуте слово».
Після тяжкої хвороби 24 жовтня 1997 року Петро Дужий помер. Похований на полі почесних поховань Личаківського цвинтаря.
Завдяки старанням дружини Петра Дужого Марії побачили світ залишені ним неопубліковані твори, які ввійдуть до золотого фонду національно-визвольної боротьби українського народу XX століття.
7 червня 2006 року у Львові громадськість широко відзначила 90-річчя від дня народження Петра Дужого.

## Вшанування пам'яті

### Відзначення 100-річчя від дня народження
2 лютого 2016 року Верховна Рада України прийняла постанову «Про відзначення пам'ятних дат і ювілеїв у 2016 році», в якій, зокрема, до видатних особистостей було внесено відзначення «7 червня — 100 років з дня народження Петра Дужого (1916-1997), політичного діяча, члена ОУН, публіциста».
У вівторок, 7 червня 2016 року, на полі почесних поховань № 67 Личаківського кладовища вшанували Петра Дужого. Пам'ятні заходи з нагоди відзначення 100-річчя від дня народження відбулися за участі голови Львівської обласної державної адміністрації Олега Синютки, голови Всеукраїнського товариства політичних в'язнів і репресованих Петра Франка, родини Дужих та громадськості.

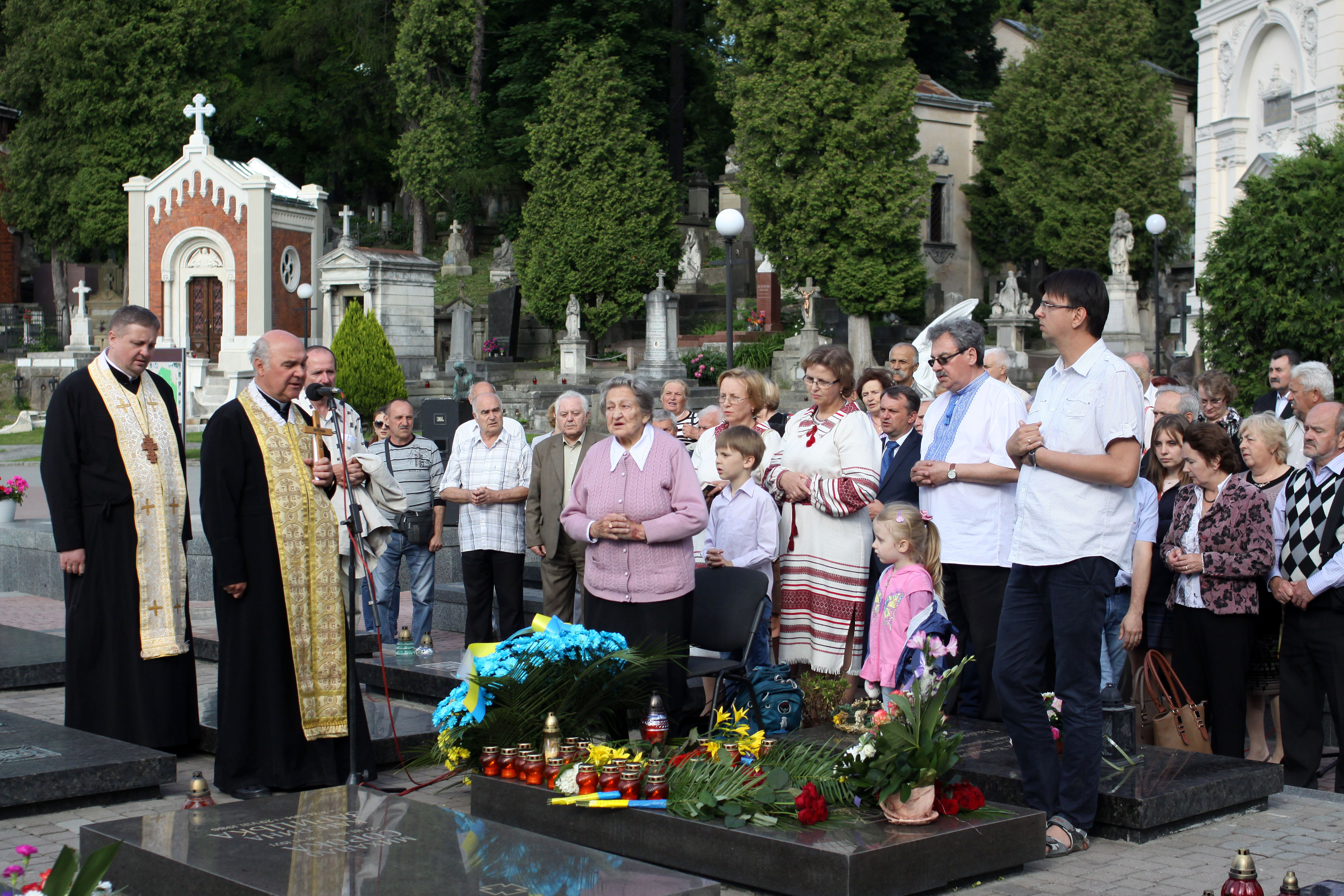
Панахида на могилі Петра Дужого, 7 червня 2016 р.
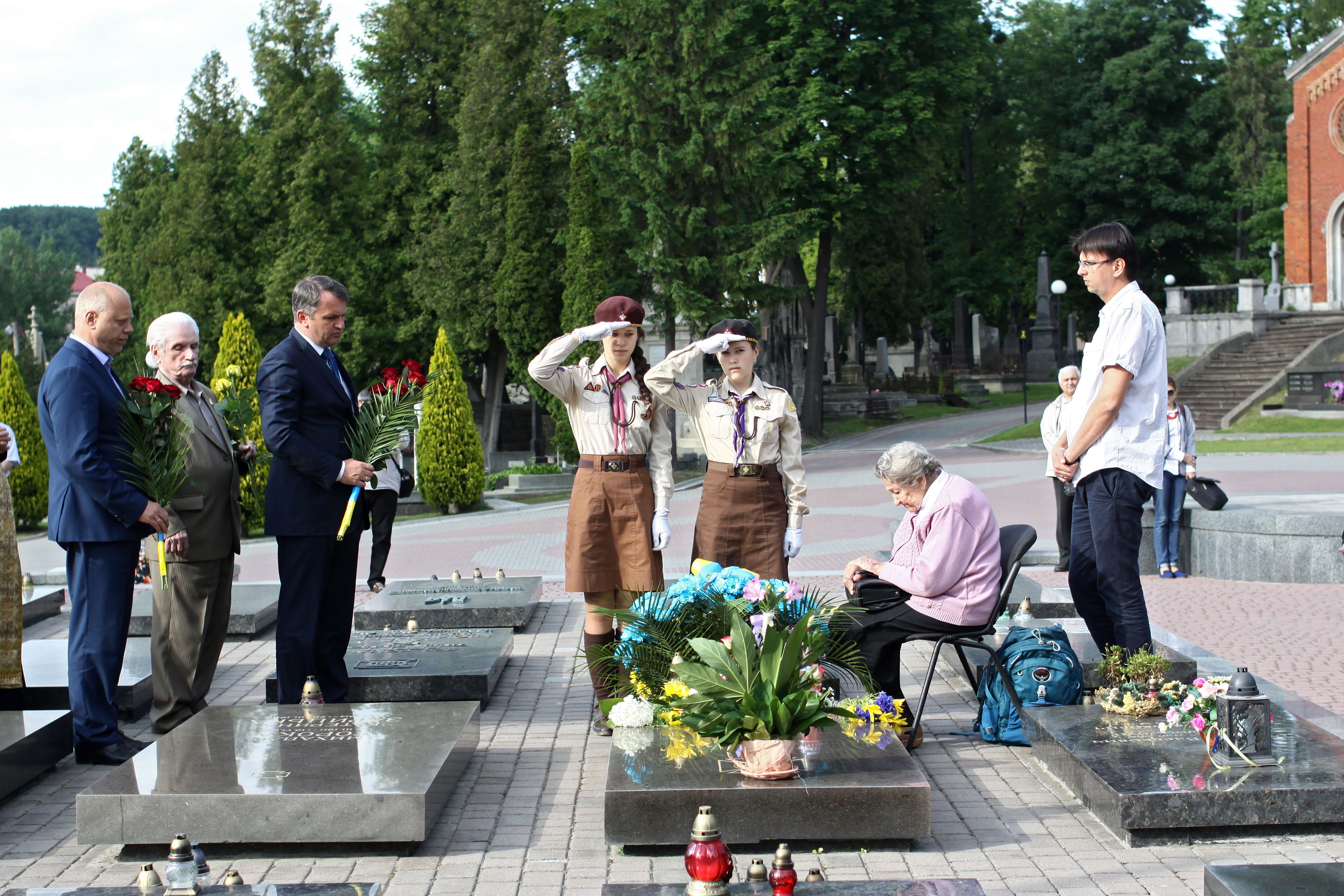
Відзначення 100-ліття від дня народження Петра Дужого
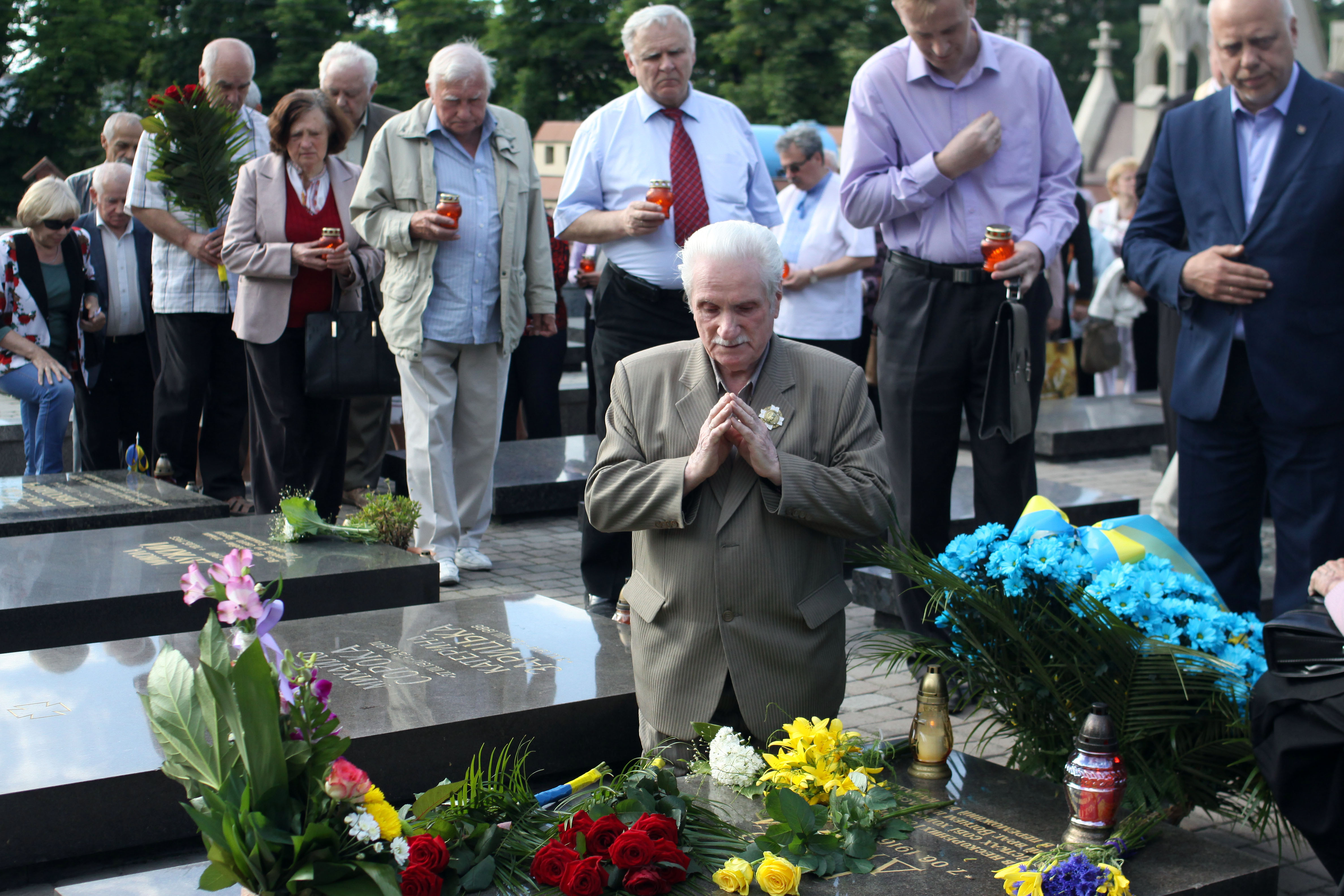
Петро Франко молиться на могилі Петра Дужого
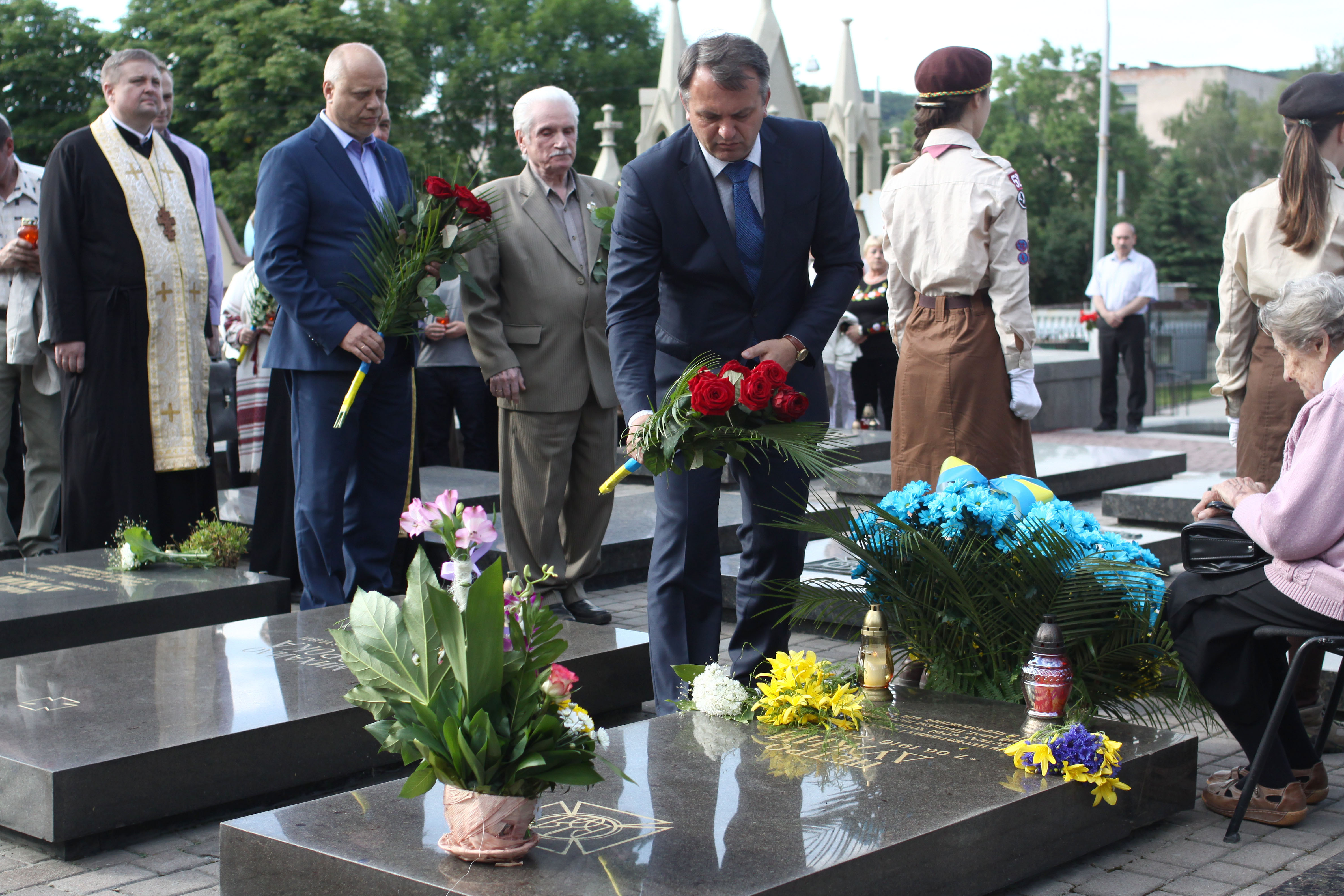
Голова Львівської ОДА Олег Синютка кладе квіти на могилу Петра Дужого

11 червня, Петрові Дужому присвятили урочистий вечір, у рамках якого організували презентацію виставки «Слово і діло редактора підпільного видання ОУН та УПА Петра Дужого» та міні-виставку «Видання українського підпілля» у Музеї визвольної боротьби України у Львові.
29 червня 2016 року напередодні 75-річниці Акту відновлення Української держави у Київському національному університеті імені Тараса Шевченка презентували збірку «Петро Дужий. Відоме й незнане» видану до 100-річчя від дня народження. Окрім спогадів Дужих, окремих записок Петра Дужого, доньки Лариса Іванців та Мирослава Дужа-Задорожна помістили в збірку інтерв'ю зі старшими членами родини. 

### Топоніми
18 серпня 2022 року на сесії Львівської міської ради підтримано рішення про перейменування ще 20 вулиць у місті Львові. Зокрема, вулицю Володимира Комарова (названу на честь радянського астронавта) переназвати вулицею Братів Дужих. Перед цим на відкритому онлайн голосуванні серед інших пропозицій, ця назва перемогла отримавши 51%, 6879 голосів.
21 травня 2016 року у селищі Лоцкине (Баштанський р-н, Миколаївської області) вулиця Чубаря перейменована на вулицю Петра Дужого. Це відбулось згідно із розпорядженням голови Миколаївської облдержадміністрації від 21.05.2016 № 197-р «Про перейменування об’єктів топонімики та демонтаж пам'ятників та пам'ятних знаків».
У місті Дніпро вулицю Полєтаєва перейменували на вулицю Петра Дужого.

## Нагороди
- Згідно з Наказом Головного військового штабу УПА ч. 1/45 від 25.04.1945 р. референт пропаганди Проводу ОУН Петро Дужий – «Дорош» нагороджений Бронзовим хрестом заслуги УПА.
- 14.10.2017 р. від імені Координаційної ради з вшанування пам'яті нагороджених Лицарів ОУН і УПА у Львові Бронзовий хрест заслуги УПА (№ 013) переданий Мирославі Дужій-Задорожній та Ларисі Іванців (Дужій), донькам Петра Дужого – «Дороша».

## 10 Заповідей для молоді Петра Дужого
|  | ...нині кожний український патріот повинен просто підійти до якомога більшої кількості українців і запитати : 1. Хто Ти: Ти просто громадянин чи український свідомий патріот? 2. Ти за волю України, за її державну незалежність? 3. Тобі не байдужа доля України? 4. Чи бажаєш Ти українському народові добра, щастя, слави? 5. Ти любиш українську мову, свою рідну землю, минуле України? 6. Ти допоможеш повернути своєму ближньому, знайомому і просто зустрічному почуття національної гідності, честі і гордості, що ти - УКРАЇНЕЦЬ? 7. Ти навчиш своїх дітей і онуків любити, знати і розуміти Україну, бути гордим, що народився саме на цій землі, саме в цій нації? 8. Ти щоденно готуватимеш себе до вміння дати відсіч усім запроданцям, яничарам і тим, для кого його «хата скраю»? 9. За жодних обставин не відмовишся від свого українського "Я"? 10. Проси Бога, щоб допомагав тобі бути незламним, упевненим гордо-благородним українцем, який уміє пошанувати і чужого, якщо він не зазіхає на твою свободу. |

## Вірш із книги Петра Дужого «Біль і Гнів»
|  | Борців нескорених і смерть не подолає, На їх кістках собі хоромів слави не зведе Лукавий враг. Вогнем незгасним запалає Їх Дух і в переможний бій нащадків поведе. |

## Видані книги
- Збірка віршів «Розкуте слово» (1980).
- Збірка віршів і нарисів «Новорічний подарунок» (1994).
- Дві частини «Степан Бандера — символ нації» (1996–1997) Електронний варіант книги.
- «За яку Україну боровся Степан Бандера» (1997).
- «Роман Шухевич — політик, воїн, громадянин» (1998). — ISBN 966-7162-17-6.
- Збірка віршів «Біль і гнів» (1999). — ISBN 5-7745-0796-3.
- Двотомник публіцистичних творів «Українська справа вчора і сьогодні» (2002–2003). — ISBN 966-8013-09-3 (1 том); — ISBN 966-8013-85-9 (2 том).

## Згадки в ЗМІ

### 2006—2010
- (Майдан) Мирослав Сеник: «Мені пощастило працювати з Петром Дужим»
- (УРА-Інформ) 90-річчя з дня народження борця за незалежність України Петра Дужого вшанують Мирослав Сеник та Тарас Батенко
- (ЗІК) У Львові вшанували пам'ять визначного діяча національно-визвольної боротьби Петра Дужого[недоступне посилання з липня 2019]
- (ЗІК) На Личаківському цвинтарі пом'янули визначного діяча національно-визвольної боротьби Петра Дужого[недоступне посилання з липня 2019]
- (portal.lviv) Вшановують пам'ять Петра Дужого[недоступне посилання з липня 2019]
- (portal.lviv) Сеник і заступники Олійника відзначили річницю народження Петра Дужого[недоступне посилання з липня 2019]

### 2011—
- (інформаційне агентство «ЗІК») Во Львове прошли торжества с участием репрессированных 1930—1990 годов [Архівовано 23 лютого 2014 у Wayback Machine.]
- (газета «Львівська пошта») Вшанували пам'ять члена проводу ОУН Петра Дужого
- (Львівська міська рада) У Львові пройшли урочистості за участю репресованих та реабілітованих громадян 1930—1990 років [Архівовано 4 березня 2016 у Wayback Machine.]
- (Хорова Капела Дударик) Петро Дужий — 95 років від дня народження